# Hubert Maurer
Hubert Maurer ( Röttgen, 10 de junio de 1738 - Viena, 10 de diciembre de 1818) fue pintor, dibujante y profesor de arte en la Academia de Bellas Artes de Viena.
Se especializó en retratos y obras de temática religiosa. Más adelante llegó a ser profesor en la Academia de Bellas Artes de Viena. Entre sus estudiantes se puede destacar a Moritz Michael Daffinger, Peter Fendi, Friedrich von Amerling. y Franciszek Ksawery Lampi.

## Obras

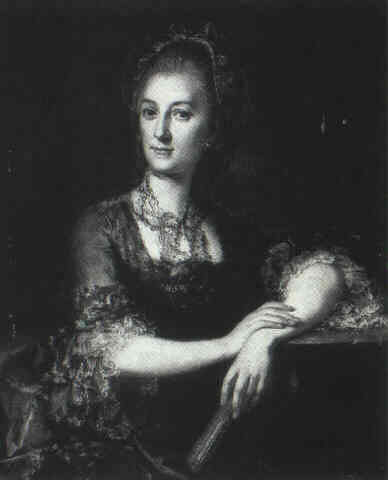
Retrato de una dama elegante. Óleo sobre lienzo.
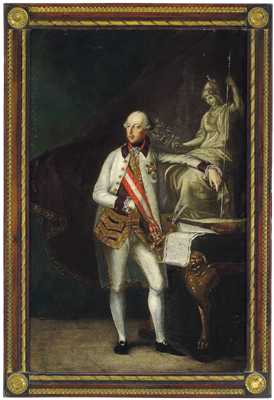
El emperador José II.
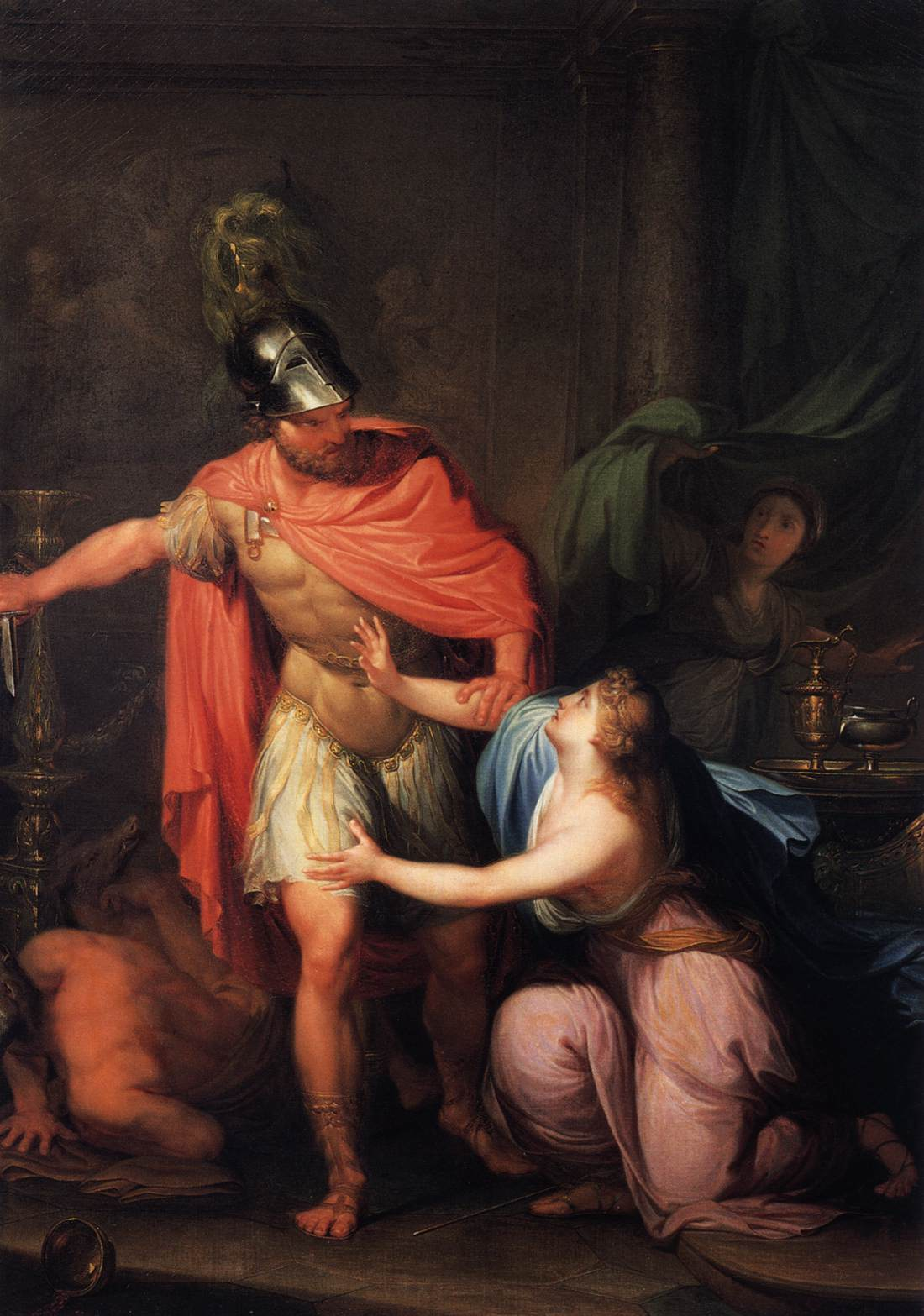
Circe y Odiseo
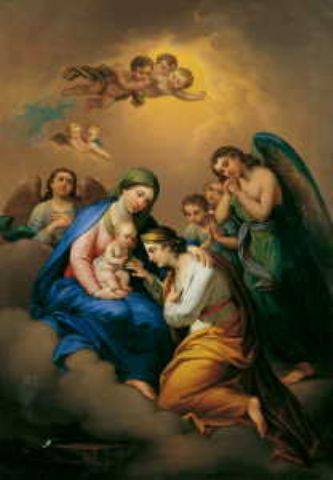
El matrimonio místico de Santa Catalina. Óleo sobre lienzo.